# Hypnum androgynum
Hypnum androgynum là một loài Rêu trong họ Hypnaceae. Loài này được (Hedw.) F. Weber & D. Mohr mô tả khoa học đầu tiên năm 1803.